# The Undisputed Kingdom
The Undisputed Kingdom (anteriormente conocido como The Kingdom) es un stable heel de lucha libre profesional en All Elite Wrestling (AEW), formado por Matt Taven y Mike Bennett.
El grupo saltó a la fama a mediados de la década de 2010 en Ring of Honor (ROH) y también hizo apariciones en Impact Wrestling y New Japan Pro-Wrestling (NJPW). Los campeonatos ganados por el stable incluyen el Campeonato Mundial en Parejas de ROH, el Campeonato Mundial en Parejas de Seis Hombres de ROH, el Campeonato Mundial en Parejas de IWGP y el Campeonato Mundial en Parejas de Impact.

## Historia

### Ring of Honor (2014-2019)

#### Formación, victorias y separación inicial (2014-2016)
En el evento de Ring of Honor, Final Battle 2013, Matt Hardy ayudó a Adam Cole a retener el Campeonato Mundial de ROH, formando un equipo en el proceso. Poco después, Mike Bennett y Maria Kanellis se unieron a Hardy y Cole involucrándose en su feudo con The Briscoes. En Supercard of Honor VIII, Hardy y Bennett ayudaron a Cole a derrotar a Jay Briscoe para convertirse en el Campeón Mundial de ROH indiscutible, con Hardy tomando posesión del cinturón no sancionado de Briscoe, el Real World Title («Título Mundial Real») y renombrándolo como el ROH Iconic Championship («Campeonato Icónico de ROH»). El 22 de junio de 2014, en Best in the World 2014, Hardy y Bennett, acompañados de Maria Kanellis y Nick Searcy, fueron derrotados en un combate sin descalificación por The Briscoes (Jay & Mark Briscoe), mientras que Cole perdió el Campeonato Mundial de ROH ante Michael Elgin. El 12 de julio de 2014, The Kingdom hizo su debut oficialmente como grupo, con Cole y Bennett como miembros oficiales y Hardy como asociado, y los tres se enfrentaron a War Machine (Hanson & Raymond Rowe) junto con Elgin en una lucha por equipos de seis hombres que terminó sin resultado.A finales de julio, el contrato de Hardy con ROH expiró y regresó a TNA. El 15 de noviembre de 2014, en Glory By Honor XIII, Matt Taven, que se había unido al grupo en septiembre, hizo equipo con Bennett mientras desafiaban sin éxito a reDRagon (Bobby Fish & Kyle O'Reilly) por el Campeonato Mundial en Parejas de ROH. Después de no poder recuperar el Campeonato Mundial de ROH del ahora campeón Jay Briscoe en Final Battle 2014, Cole anunció que había sufrido una lesión en el hombro que requeriría cirugía.

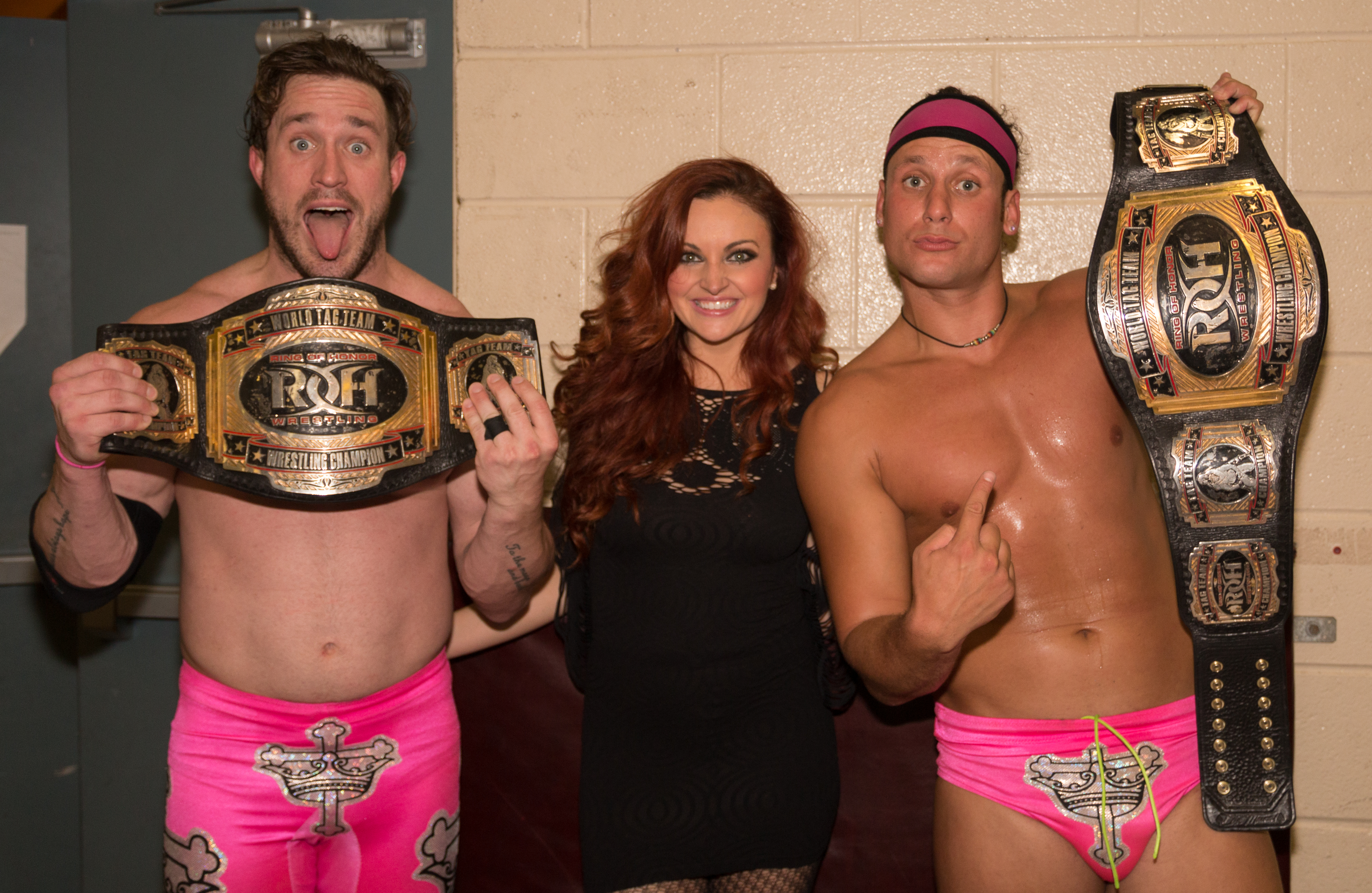
Mike Bennett (izquierda) y Matt Taven (derecha) mostrando el Campeonato Mundial en Parejas de ROH, junto con Maria Kanellis-Bennett.

El 1 de marzo de 2015, en el 13th Anniversary Show, Bennett y Taven derrotaron a The Addiction (Christopher Daniels & Frankie Kazarian), así como a Karl Anderson (quien compitió solo debido a que su compañero de equipo Doc Gallows sufría problemas de viaje) en un combate de equipos a tres bandas. El 27 de marzo de 2015, en Supercard of Honor IX, Bennett y Taven desafiaron sin éxito areDRagon (Bobby Fish & Kyle O'Reilly) por el Campeonato Mundial en Parejas de ROH. Cole regresó de su lesión en War of the Worlds '15, donde perdió ante A.J. Styles. Luego, Cole comenzó a tener tensión con Bennett y Taven e incluso insinuó una reunión con su excompañero de Future Shock, Kyle O'Reilly. El 18 de septiembre en All Star Extravaganza VII, Bennett y Taven ganaron su primer Campeonato Mundial en Parejas de ROH, cuando derrotaron a los entonces campeones The Addiction (Frankie Kazarian & Christopher Daniels) y The Young Bucks (Matt Jackson & Nick Jackson). Más tarde esa noche, Cole traicionó a O'Reilly durante su lucha por el campeonato mundial contra Jay Lethal, permaneciendo con The Kingdom y volviendo a ser heel una vez más. Bennett y Taven perdieron el título ante War Machine el 18 de diciembre en Final Battle. Bennett y Kanellis dejaron ROH después de la grabación de Ring of Honor Wrestling del día siguiente, después de no llegar a un acuerdo sobre un nuevo contrato con la promoción. Con Taven sufriendo una lesión legítima en la rodilla y posteriormente atacando a Cole (quien más tarde se uniría a Bullet Club como líder de facto del equipo en los Estados Unidos), The Kingdom hizo una pausa.

#### Renacimiento bajo el liderazgo de Matt Taven (2016-2019)
En el episodio del 18 de septiembre de 2016 de Ring of Honor Wrestling, Taven regresó y anunció que The Kingdom competiría en el torneo por el nuevo Campeonato Mundial en Parejas de Seis Hombres de ROH, pero no anunció a sus compañeros. En un combate grabado el 1 de octubre de 2016 para el episodio del 23 de octubre de 2016 de Ring of Honor Wrestling, Matt Taven reveló a T. K. O'Ryan y Vinny Marseglia como nuevos miembros de The Kingdom y derrotó a Bullet Club (Adam Cole, Matt Jackson & Nick Jackson) para avanzar a las semifinales del torneo. En el episodio del 19 de noviembre de Ring of Honor Wrestling, The Kingdom derrotó a Team CMLL (Hechicero, Okumura y Último Guerrero) para avanzar a la final en el evento Final Battle 2016. El 2 de diciembre, The Kingdom derrotó a Jay White, KUSHIDA y Lio Rush en la final para convertirse en los primeros campeones mundiales en parejas de seis hombres de ROH. El 11 de marzo de 2017, en la grabación de Ring of Honor TV, Taven, Marseglia y Silas Young, quien reemplazó a un lesionado T. K. O'Ryan, perdieron el Campeonato Mundial en Parejas de Seis Hombres de ROH ante Bully Ray y The Briscoes.
El 27 de septiembre de 2019 en Death Before Dishonor XVII, después de que Taven perdiera el Campeonato Mundial de ROH ante Rush, se mostró que O'Ryan y Marseglia habían sido atacados detrás del escenario (para explicar por qué ninguno de los dos había interferido en nombre de Taven para evitar la derrota, como lo habían hecho regularmente en el pasado). En el programa de televisión de ROH, Marseglia atacó a Taven en el ring, lo que marcó el inicio de un feudo entre los dos antiguos aliados. El 13 de diciembre de 2019 en Final Battle, Marseglia obtuvo una victoria en un upset sobre Taven. Después del combate, Marseglia y Bateman atacaron a Taven, intentando romperle los tobillos. En el episodio del 14 de diciembre de 2019 de Ring of Honor Wrestling, O'Ryan anunció que The Kingdom se había disuelto.

### New Japan Pro-Wrestling (2014-2015)
El 10 de agosto de 2014, durante el G1 Climax, The Kingdom, representado por Cole y Bennett y acompañado por Maria Kanellis, hizo su debut enNew Japan Pro-Wrestling, derrotando a Captain New Japan y Jushin Thunder Liger. The Kingdom, ahora representado por Bennett y Taven, regresó a New Japan en noviembre de 2014, para participar en la World Tag League 2014. Terminaron terceros en su bloque con un récord de cuatro victorias y tres derrotas. Bennett y Taven regresaron a NJPW el 5 de abril de 2015, en Invasion Attack 2015, donde derrotaron a Bullet Club (Doc Gallows & Karl Anderson) para ganar el Campeonato en Parejas de IWGP. El 5 de julio en Dominion 7.5 in Osaka-jo Hall, The Kingdom perdió el Campeonato en Parejas de IWGP ante Bullet Club en su primera defensa. Bennett y Taven regresaron a NJPW en noviembre para participar en la World Tag League 2015, donde terminaron con un récord de dos victorias y cuatro derrotas, sin poder avanzar de su bloque.

### Impact Wrestling (2022)
El 27 de octubre de 2021, Ring of Honor anunció que haría una pausa después de Final Battle en diciembre de ese año. Todo el personal sería liberado de sus contratos como parte de los planes para «reimaginar» la empresa como un «producto centrado en los fanes». En Hard To Kill el 8 de enero de 2022, un evento que contó con apariciones de personal notable de ROH, un grupo de luchadores de ROH haría su primera aparición atacando a Eddie Edwards, Rich Swann, Willie Mack y Heath & Rhino. Después de más ataques durante las siguientes semanas, Maria Kanellis-Bennett anunciaría formalmente el nombre del grupo como Honor No More al final del episodio del 20 de enero de Impact!. Kenny King regresó a Impact Wrestling en el episodio del 3 de febrero de Impact! para unirse a la facción.
El 19 de febrero en No Surrender, Eddie Edwards se uniría al grupo después de costarle a Team Impact una lucha por equipos de 10 hombres contra Honor No More, donde este último equipo habría tenido que dejar Impact Wrestling si hubieran perdido. Al final del episodio del 24 de febrero de Impact! , Kanellis presentaría a Edwards como «el hombre que abrió la puerta a Honor No More» antes de que este último explicara sus acciones. Dijo que después de que Kenny Omega ganara el Campeonato Mundial de Impact en una lucha interpromocional en Rebellion en 2021, Edwards esperó a ser elegido por la gerencia de Impact para competir por el título y «restaurar el honor» a la compañía. En cambio, fueron Moose y Sami Callihan quienes desafiaron y no lograron vencer a Omega durante el verano. Josh Alexander finalmente ganaría el Campeonato Mundial de Impact en Bound for Glory (solo para que Moose invocara su oportunidad por el campeonato tras ganar el Call Your Shot Gauntlet antes esa misma noche para inmediatamente desafiar y derrotar a Alexander por el título). Sintiéndose traicionado por Impact Wrestling (así como por Ring of Honor, una compañía por la que Edwards una vez luchó), Edwards le costó a Team Impact el combate en No Surrender.
El 5 de marzo en Sacrifice, Mike Bennett y Matt Taven perdieron ante Rich Swann y Willie Mack en el pre-show, Eddie Edwards derrotó a Rhino y PCO perdió ante JONAH. El 1 de abril en Multiverse of Matches, Vincent (anteriormente Vinny Marseglia) no pudo capturar el Campeonato de la División X en un Ultimate X match, Edwards perdió ante el luchador de New Japan Pro-Wrestling Tomohiro Ishii, y PCO hizo equipo con el Campeón Mundial de Impact Moose para enfrentar ante JONAH y Josh Alexander, siendo derrotados los primeros. El 23 de abril en Rebellion, Kenny King perdió ante Crazzy Steve en un dark match grabado para una exclusiva digital de Impact, Edwards perdió ante Chris Bey en el pre-show y Taven y Bennett no lograron ganar el Campeonato Mundial en Parejas de Impact en un combate de ocho equipos. El 7 de mayo en Under Siege, Honor No More derrotó a Bullet Club (Chris Bey, Jay White, El Phantasmo, Doc Gallows & Karl Anderson) en una lucha por equipos de 10 hombres. El 19 de junio en Slammiversary, King no pudo capturar el Campeonato de la División X en un Ultimate X match, y el resto de Honor No More perdió un combate por equipos de 10 hombres contra los Impact Originals (Alex Shelley, Chris Sabin, Frankie Kazarian, Nick Aldis y Davey Richards). El 1 de julio en Against All Odds, Honor No More perdió otra lucha por equipos de 10 hombres contra Heath, The Good Brothers (Doc Gallows & Karl Anderson) y America's Most Wanted (Chris Harris & James Storm).
¡En el episodio del 28 de julio de Impact!, después de que Eddie Edwards derrotara a Ace Austin, él y el resto de Honor No More atacaron el camión de producción y causaron dificultades técnicas con la transmisión. El vicepresidente ejecutivo de Impact, Scott D'Amore, confrontó al grupo y los puso en una lucha por equipos de 10 hombres contra Bullet Club en Emergence; si Honor No More ganara, tendrían una oportunidad por el Campeonato Mundial en Parejas de Impact, pero si Bullet Club ganara, Honor No More deberá disolverse permanentemente.  En el evento, Honor No More ganó el combate.  En el episodio del 18 de agosto de Impact, Edwards ganó una lucha de eliminación a seis bandas para ganar una oportunidad al Campeonato Mundial de Impact de Josh Alexander en Bound for Glory. El 26 de agosto (que se emitió en diferido el 1 de septiembre), Matt Taven y Mike Bennett derrotaron a The Good Brothers para ganar el Campeonato Mundial en Parejas de Impact por primera vez. El 23 de septiembre en Victory Road, PCO y Vincent perdieron ante The Motor City Machine Guns (Alex Shelley & Chris Sabin), King no pudo ganar una oportunidad por el Campeonato de la División X en un Triple Threat Revolver, y Edwards, Taven y Bennett derrotaron a Heath, Alexander y Swann en una lucha por equipos de seis hombres. El 7 de octubre en Bound for Glory, Taven y Bennett defendieron con éxito los campeonatos en parejas contra The Motor City Machine Guns, PCO no pudo ganar el Call Your Shot Gauntlet y Edwards no logró capturar el Campeonato Mundial de Impact de manos de Alexander.
El 8 de octubre (que se emitió en diferido el 20 de octubre), después de que Taven y Bennett perdieran el Campeonato Mundial en Parejas de Impact ante Heath & Rhino, se anunció que ellos, junto con Kanellis y Vincent, habían dejado Impact Wrestling. Esa misma fecha, PCO también abandonó el grupo tras atacar a sus compañeros.

### All Elite Wrestling / Ring of Honor (2022-presente)
A finales de 2022, Taven y Bennett aparecieron como The Kingdom. Roderick Strong se unió a ellos a mediados de 2023, luego de que la esposa de Bennett, Maria Kanellis-Bennett, dejase el equipo y luego se unió a Cole Karter y Griff Garrison como su mánager.
A partir del episodio del 27 de septiembre de 2023 de Dynamite, el Campeón Mundial de AEW y una mitad de los Campeones Mundiales en Parejas de ROH, MJF, fue blanco de ataques de un individuo enmascarado conocido como The Devil («El Diablo») y sus asociados, The Devil's Henchmen («Los secuaces del Diablo»). En el episodio del 27 de diciembre de Dynamite: New Year's Smash, The Devil's Henchmen ganaron el Campeonato Mundial en Parejas de ROH al derrotar a MJF en una lucha de 2 contra 1. Tres días después en Worlds End, MJF fue atacado una vez más por The Devil's Henchmen luego de perder el Campeonato Mundial de AEW ante Samoa Joe. Adam Cole, que era la otra mitad del equipo con el que MJF había ostentado el Campeonato Mundial en Parejas de ROH y había acompañado a MJF al ring para el combate, se reveló como The Devil y que The Devil's Henchmen eran Taven, Bennett (quienes juntos fueron revelados como los Campeones Mundiales en Parejas de ROH), Strong y Wardlow, reformando The Kingdom en el proceso con Cole como su líder nuevamente. En el episodio del 3 de enero de 2024 de Dynamite, Cole anunció que el grupo había cambiado su nombre a «The Undisputed Kingdom» (usando un nombre similar a The Undisputed Era, la facción anterior de Cole y Strong de su época en WWE NXT). El 3 de marzo de 2024 en Revolution, Wardlow derrotó a Chris Jericho, Powerhouse Hobbs, Lance Archer, Hook, Brian Cage y Dante Martin en un All-Star Scramble match para ganar una oportunidad por el Campeonato Mundial de AEW. Más adelante en el programa, Strong derrotó a Orange Cassidy por el Campeonato Internacional de AEW. Después del combate, Strong, Taven y Bennett confrontaron a Kyle O'Reilly, quien hacía su regreo, quien rechazó una oferta para unirse a The Undisputed Kingdom. El 26 de mayo, Strong perdió el Campeonato Internacional ante Will Ospreay en Double or Nothing.

## Miembros

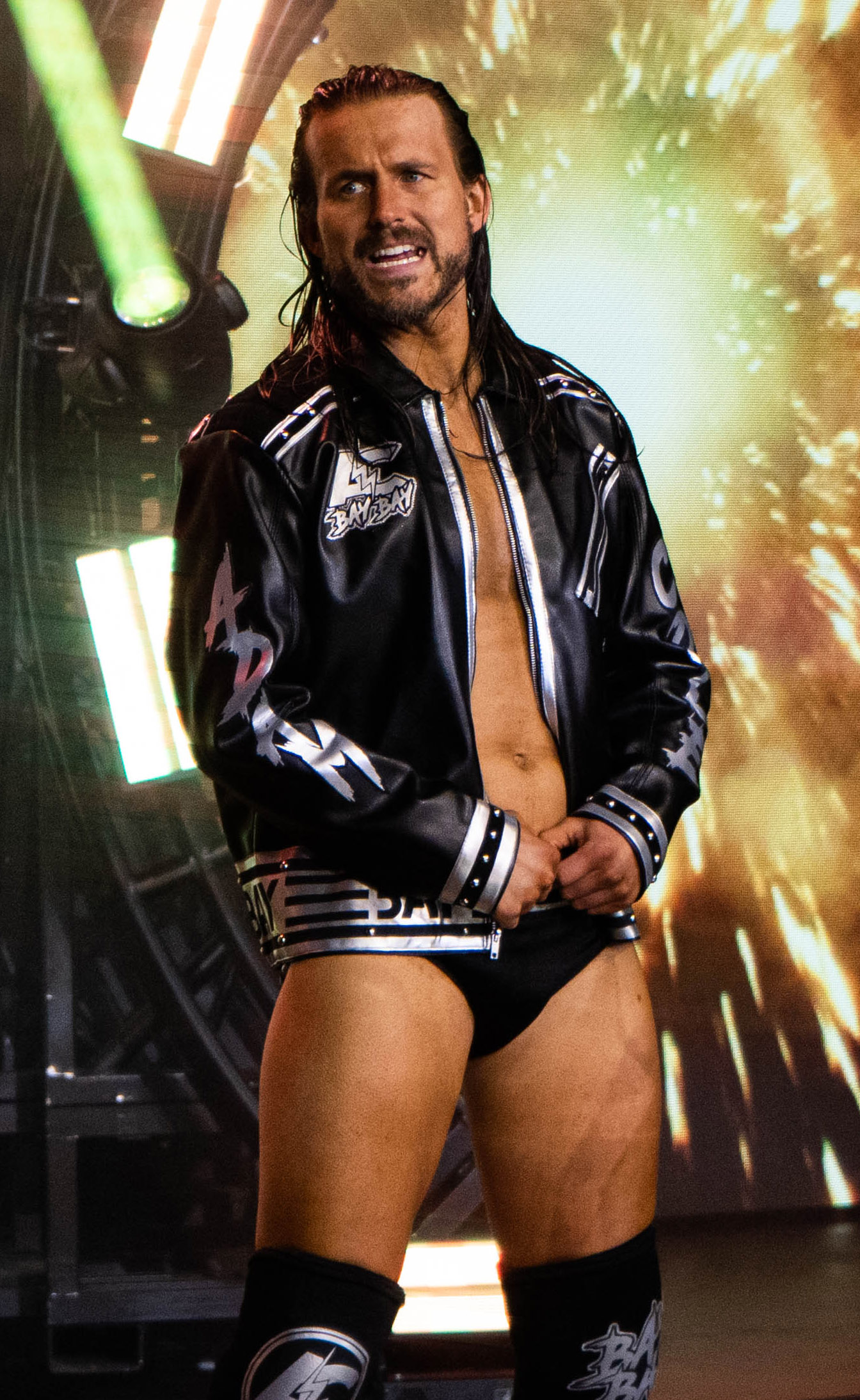
Adam Cole
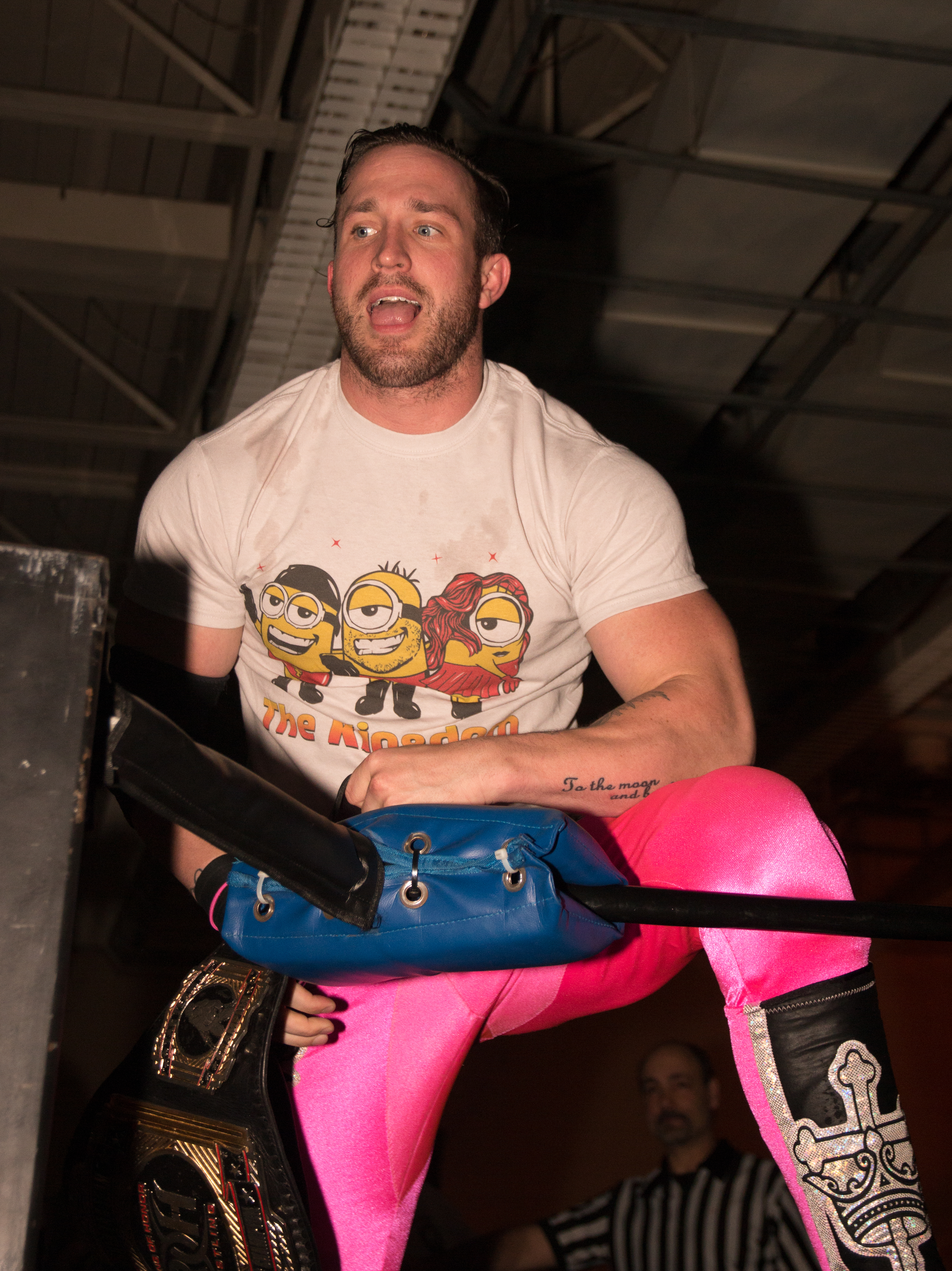
Mike Bennett
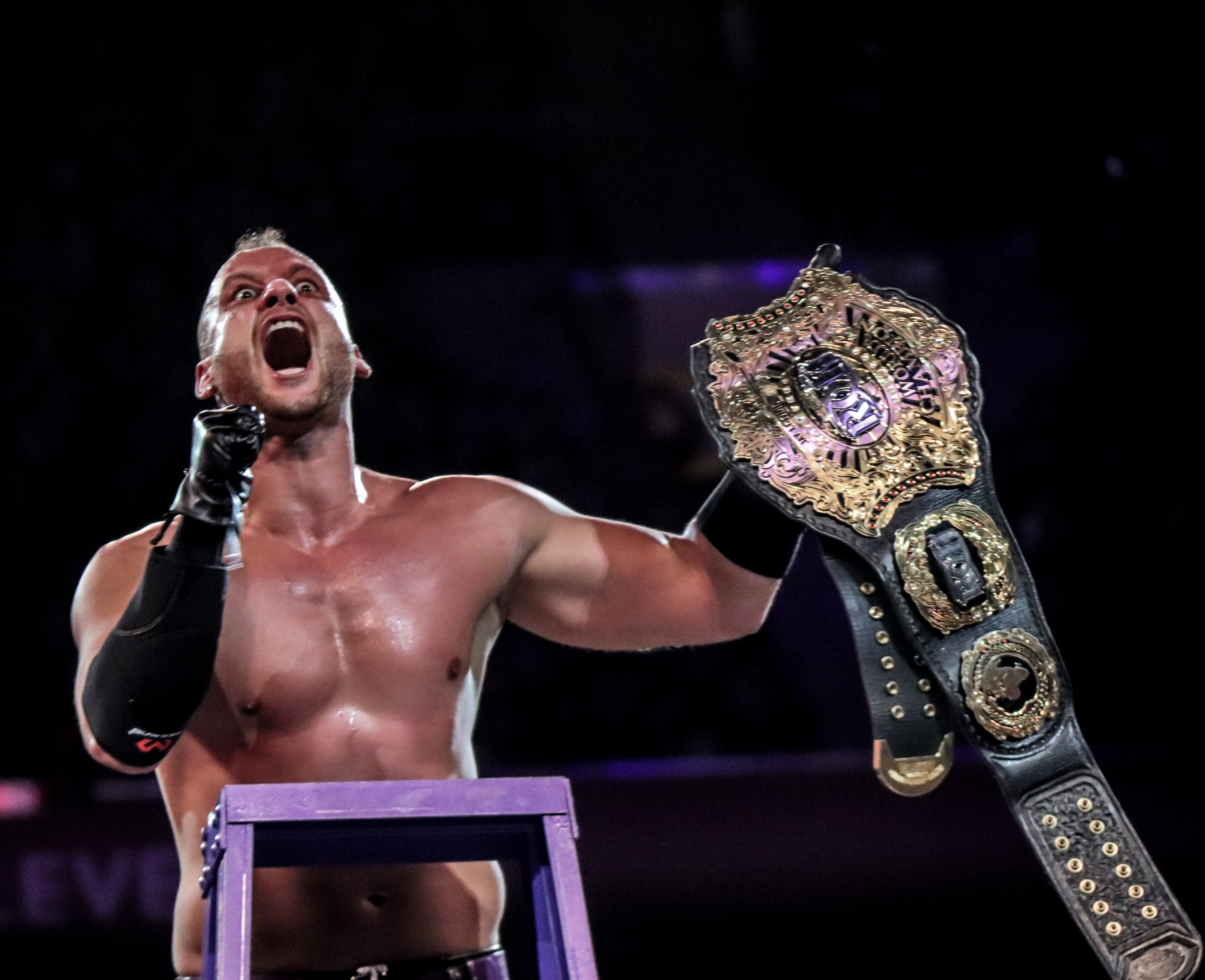
Matt Taven
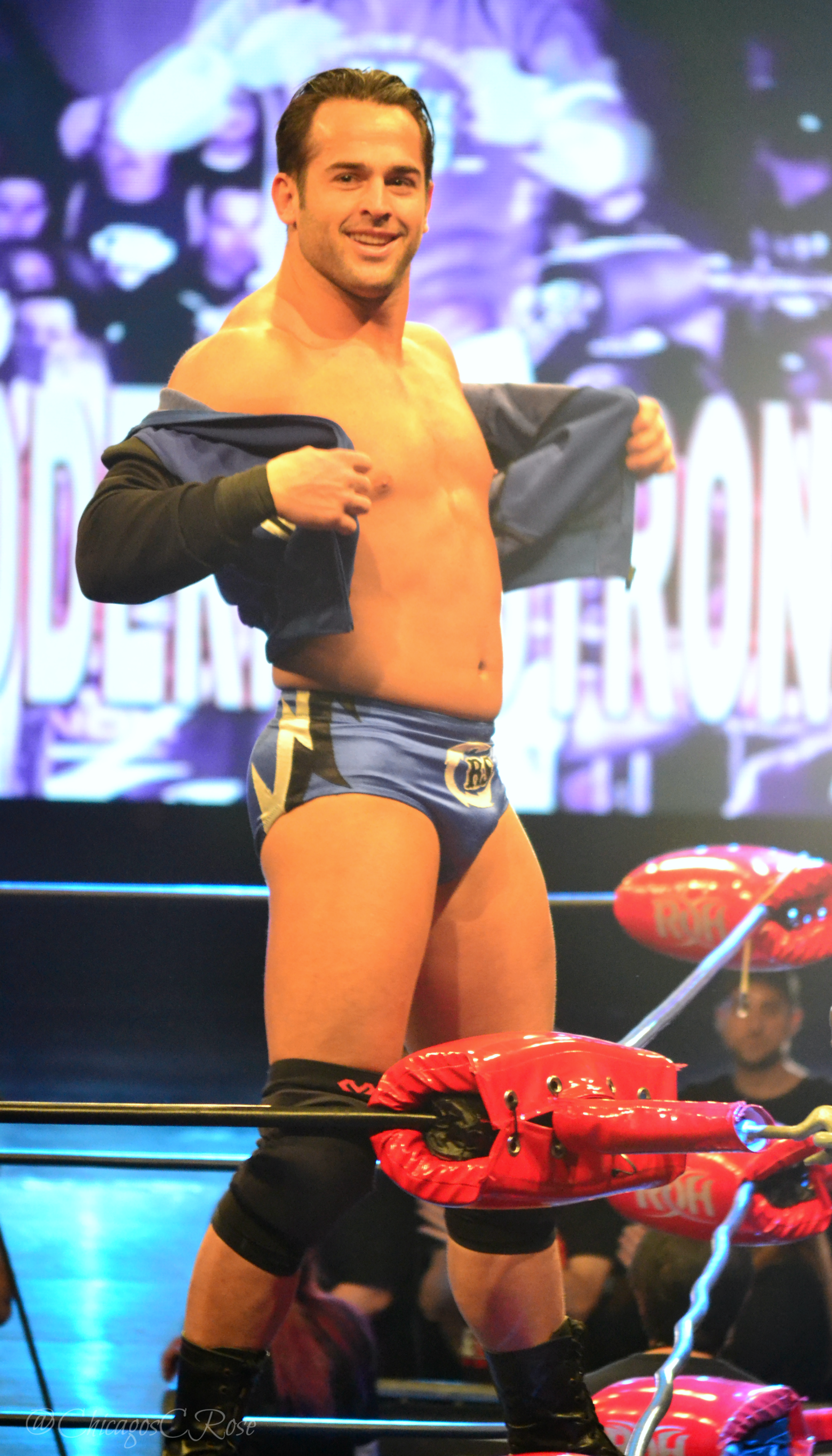
Roderick Strong
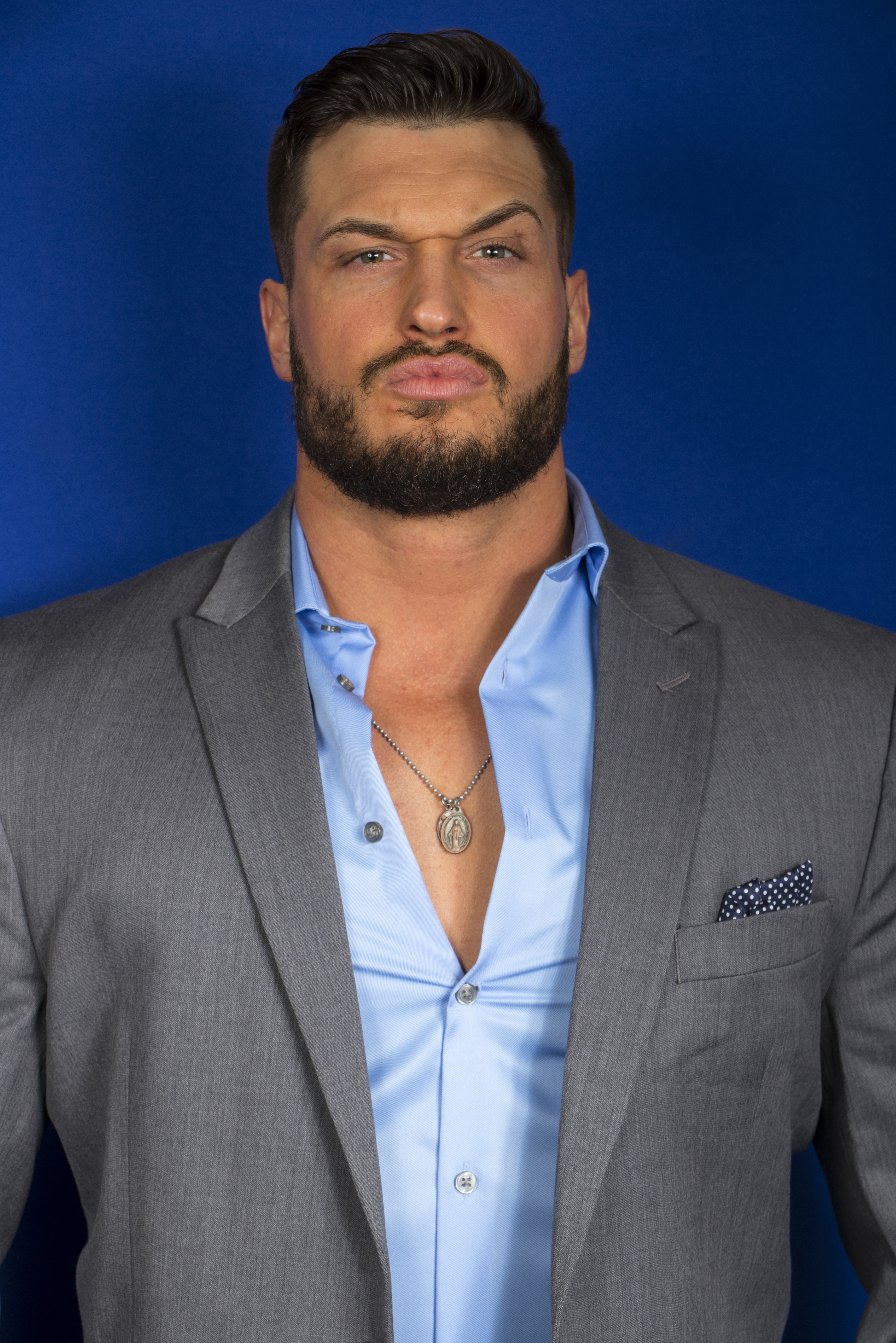
Wardlow
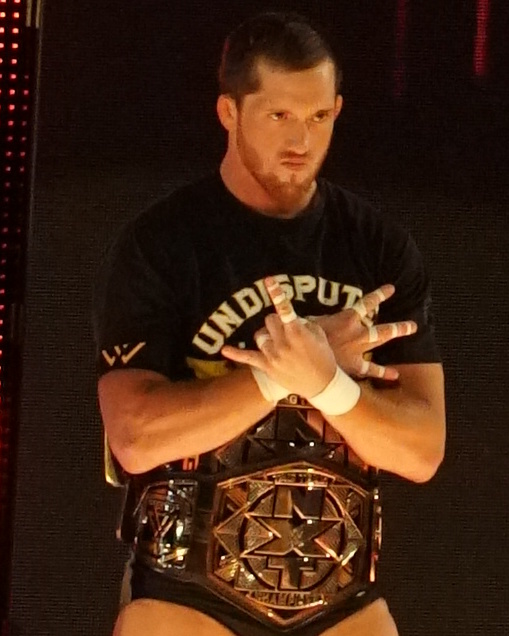
Kyle O'Reilly

| I-II | Líder(es)               |
| *    | Miembro(s) fundador(es) |
| M    | Mánager                 |

### Actuales
| Miembros        | Período                                                                          |
| --------------- | -------------------------------------------------------------------------------- |
| Adam Cole (II)  | 12 de julio de 2014 * - 16 de abril de 2016 30 de diciembre de 2023-presente     |
| Mike Bennett    | 12 de julio de 2014 * - 19 de diciembre de 2015 21 de noviembre de 2020-presente |
| Matt Taven (I)  | 12 de julio de 2014 * - 14 de diciembre de 2019 21 de noviembre de 2020-presente |
| Roderick Strong | 30 de diciembre de 2023-presente                                                 |
| Wardlow         | 30 de diciembre de 2023-presente                                                 |
| Kyle O'Reilly   | 28 de diciembre de 2024-presente                                                 |

### Anteriores
| Miembros                   | Inicio                  | Fin                      |
| -------------------------- | ----------------------- | ------------------------ |
| T. K. O'Ryan               | 1 de octubre de 2016    | 14 de diciembre de 2019  |
| Vinny Marseglia            | 1 de octubre de 2016    | 28 de septiembre de 2019 |
| Maria Kanellis-Bennett (M) | 12 de julio de 2014     | 19 de diciembre de 2015  |
| Maria Kanellis-Bennett (M) | 21 de noviembre de 2020 | 12 de agosto de 2023     |

### Asociados
| Asociados  | Inicio              | Fin                 |
| ---------- | ------------------- | ------------------- |
| Matt Hardy | 12 de julio de 2014 | 31 de julio de 2014 |

## Subgrupos
| Afiliado | Miembros                | Período                 | Tipo     | Promoción(es) |
| -------- | ----------------------- | ----------------------- | -------- | ------------- |
| The OGK  | Mike Bennett Matt Taven | 2014-2015 2020-presente | Tag team | AEW ROH NJPW  |

## Campeonatos y logros
- All Elite Wrestling

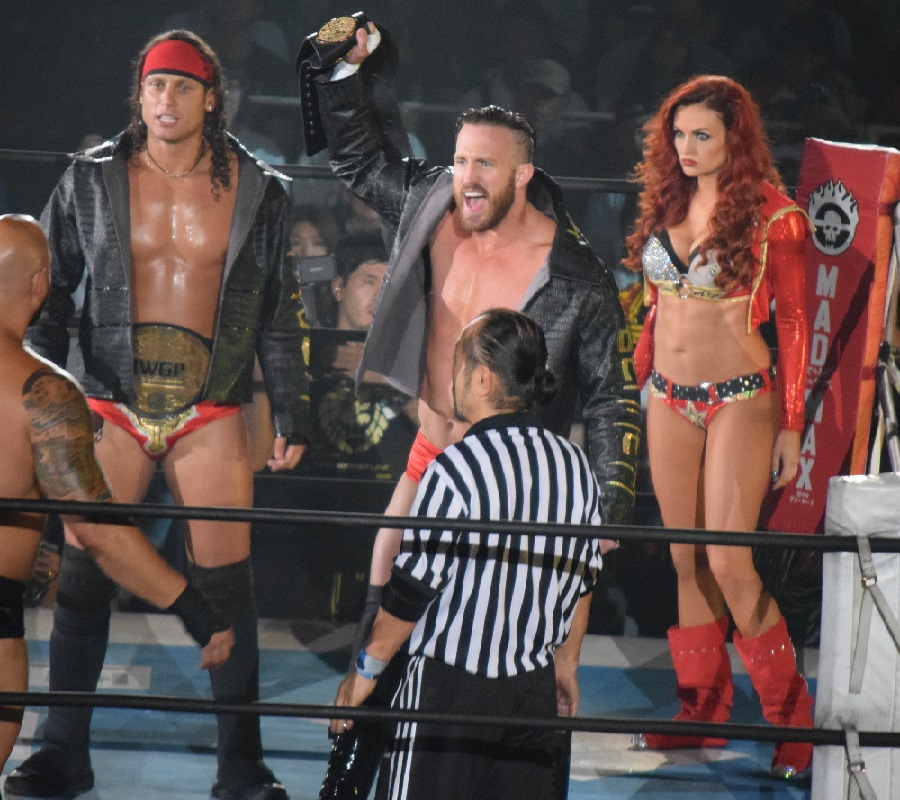
Matt Taven (izquierda) y Mike Bennett (centro) con Maria Kanellis-Bennett (derecha) como los Campeones en Parejas de IWGP en julio de 2015.

  - AEW International Championship (1 vez) - Strong
- Consejo Mundial de Lucha Libre
  - Campeonato Mundial Histórico de Peso Welter de la NWA (1 vez) - Taven
- Impact Wrestling
  - Impact World Tag Team Championship (1 vez) - Bennett & Taven
- New Japan Pro-Wrestling
  - IWGP Tag Team Championship (1 vez) - Bennett & Taven[13]
- Ring of Honor
  - ROH World Championship (2 veces) - Cole (1) y Taven (1)
  - ROH World Tag Team Championship (3 veces) - Bennett & Taven[5]
  - ROH World Six-Man Tag Team Championship (3 veces, inaugural) - Taven, O'Ryan & Marseglia[8]
  - Honor Rumble (2014) - Bennett[48]
  - Survival of the Fittest (2014) - Cole
  - ROH World Six-Man Tag Team Championship Tournament (2016) - Taven, O'Ryan & Marseglia